# Nørrebro station
Nørrebro station är en järnvägsstation inom Köpenhamns S-tåg och en tunnelbanestation på metron i stadsdelen Nørrebro i Köpenhamn, Danmark.

## S-tågstationen
Stationen invigdes 1886 på platsen för nuvarande Nørrebroparken, omkring 500 meter sydsydost om den nuvarande stationen. Nuvarande byggnad är från 1930. Elektriska S-tåg började gå 1934.

## Metrostationen
Köpenhamns metro (tunnelbanan) har byggts ut med linje M3, som öppnades för trafik den 29 september 2019 med en underjordisk metrostation som ligger vid Folmer Bendtsens Plads på östra sidan av S-tågstationen. Nørrebro är en bytesstation mellan Ringbanen (S-tågslinje F) och metrolinje M3..

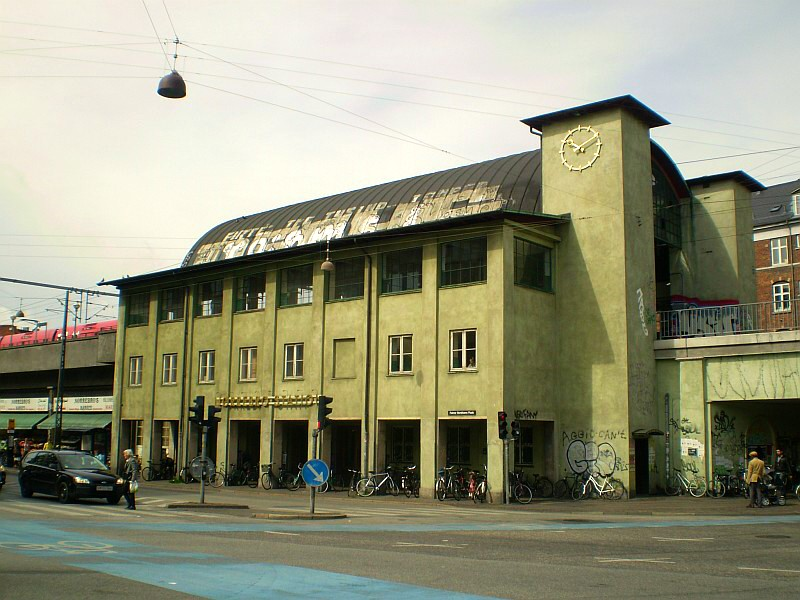
Nørrebro station på Nørrebrogade 253, Köpenhamn.